# Parabola della perla

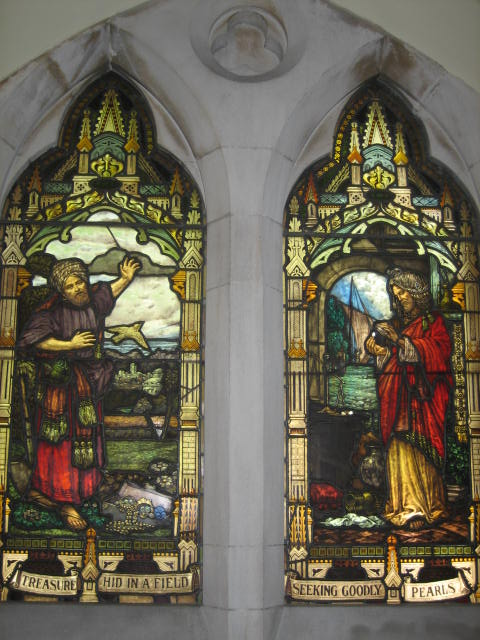
La parabola del tesoro nascosto (a sinistra) assieme alla parabola della perla (a destra) su una vetrata della Scot's Church di Melbourne.

La parabola della perla (anche la perla a gran prezzo) è una parabola di Gesù, presente nel Vangelo secondo Matteo (13,45-46) e nel Vangelo di Tommaso (76), ed illustra il gran valore del regno dei Cieli, come la parabola del tesoro nascosto che ha un tema simile.
La parabola è stata rappresentata nei secoli da diversi artisti tra cui Domenico Fetti.

## Parabola

### Vangelo secondo Matteo
(Matteo 13,45-46)

### Vangelo di Tommaso
(Vangelo di Tommaso, 76)

## Interpretazione

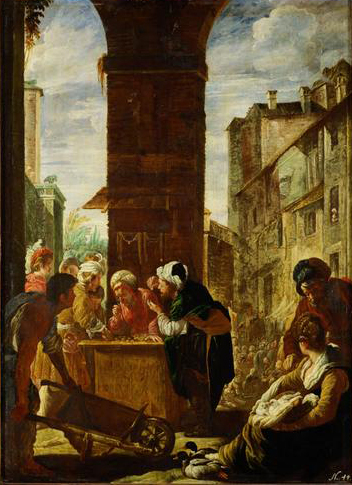
La perla a gran prezzo, di Domenico Fetti, XVII secolo.

La parabola è generalmente interpretata come l'illustrazione del grande valore del regno dei Cieli. Il teologo Edward H. Plumptre, nel commentario del vescovo anglicano Charles Ellicott, ha notato che:
"il capriccio della lussuria nell'Impero romano era dato in gran parte dalle perle, un articolo di commercio, in precedenza non noto e riservato a pochi, ancor più di smeraldi e zaffiri, ed erano il tipico ornamento delle donne d'alto rango (Mt 7,6; 1 Tim 2,9). La storia di Cleopatra e dell'apertura di un nuovo mercato di perle che fu uno dei motivi che spinsero l'imperatore Claudio ad invadere la Britannia, sono indicazioni del valore dato alle perle e quindi alla "buona perla" della parabola."
Il teologo John Nolland ha notato come le perle all'epoca avessero un valore ben più grande di quello odierno,, e un valore simile è dato al tesoro nascosto della parabola che è a questa affine.
La perla di valore è un "affare quotidiano" per il mercante della storia. Ad ogni modo, quanti non credono nel regno dei Cieli saranno banditi da esso.
Un'interpretazione meno comune della parabola è quella che vede il mercante rappresentare Gesù, mentre la perla rappresenta la Chiesa. Questa interpretazione darebbe alla parabola un significato simile alla parabola della pecora smarrita, alla parabola della moneta smarrita ed alla parabola del figlio prodigo.
Papa Pio XII ha utilizzato questa frase per descrivere la verginità di Maria.

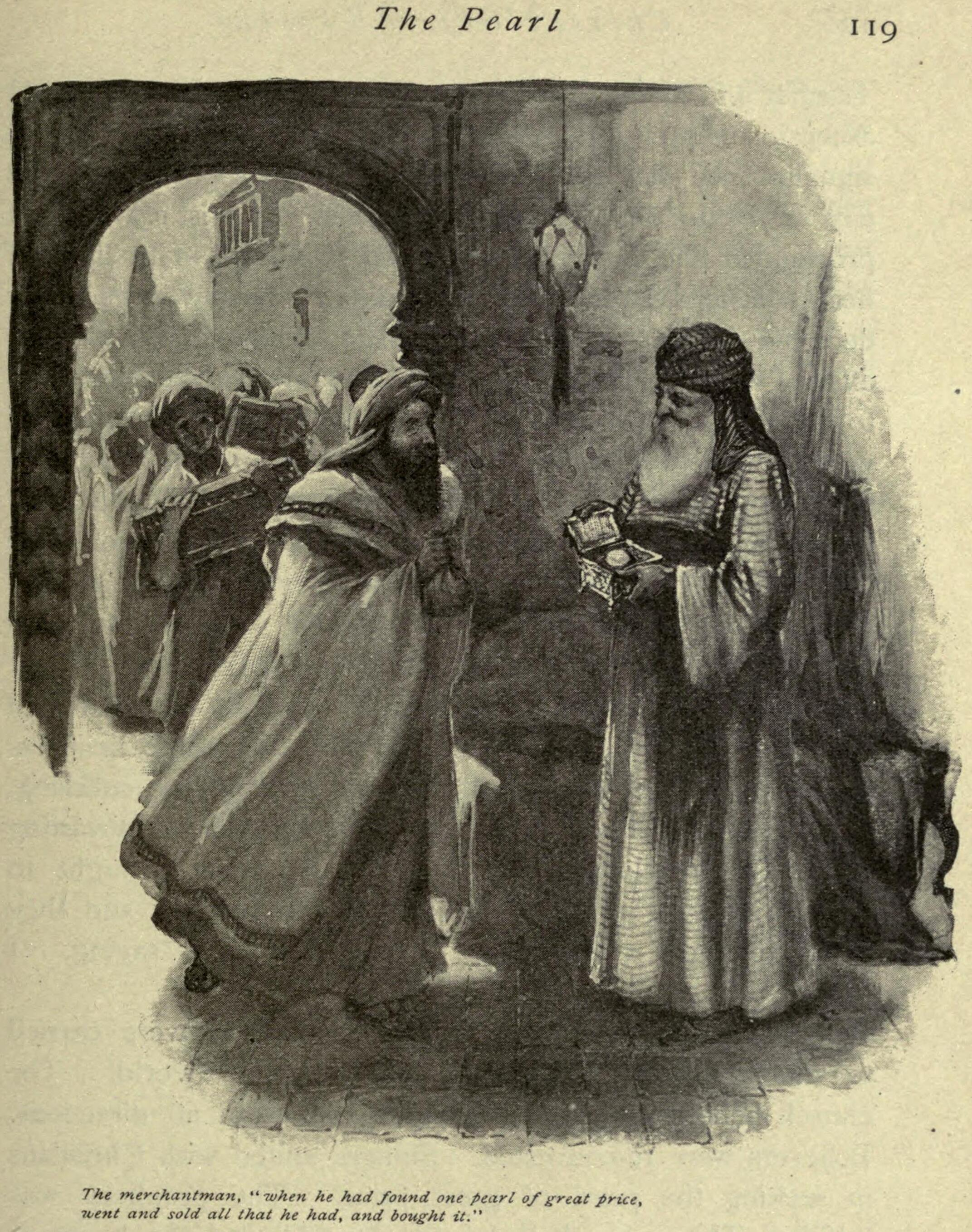
Anonimo, 1900

## Altre confessioni
Negli apocrifi e nei testi gnostici la perla simboleggia il sé divino nel suo stato ancora potenziale di scintilla o seme divino. Lo stesso vale per le altre parabole citate e accomunate a questa.

## Nell'arte
Diverse furono le rappresentazioni artistiche di questa parabola, le cui più note sono di Domenico Fetti, John Everett Millais e Jan Luyken.

## Nella cultura di massa
La parabola è citata nel racconto di Nathaniel Hawthorne La lettera scarlatta, come pure di essa si parla nella serie originale di Star Trek, alla fine dell'episodio "L'impatto".